# باسيل كيلي (متسابق يخت)
باسيل كيلي (بالإنجليزية: Basil Kelly)‏ هو متسابق يخت باهاماسي، ولد في 11 مايو 1930، وتوفي في 11 أغسطس 2003.

## وصلات خارجية
- باسيل كيلي على موقع أوليمبيديا (الإنجليزية)